# 水禾
水禾（学名：Hygroryza aristata）为禾本科水禾属下的一个种。

## 扩展阅读
- 維基物種上的相關：水禾